# Soledad Mexia
Soledad Mexia (Sinaloa, Mexico, 13 augustus 1899 – Chula Vista, 30 augustus 2013) was een Mexicaans-Amerikaans supereeuwelinge en de op vier na oudste mens ter wereld.
Mexia werd geboren in Mexico. Later verhuisde ze naar de Verenigde Staten. Anno 2013 woonde ze, als 114-jarige, in een rusthuis in San Diego, Californië.
17 dagen na haar verjaardag is zij overleden in het ziekenhuis in Chula Vista.